# Jean Olwen Thomas
Jean Olwen Thomas DBE (* 1. Oktober 1942 in Treboeth, Swansea, Wales, Vereinigtes Königreich) ist eine britische Biochemikerin und Hochschullehrerin. Sie ist emeritierte Professorin für Makromolekulare Biochemie an der Universität Cambridge und von 2007 bis 2017 war sie Master of St Catharine’s College (Cambridge). 2018 und erneut 2022 wurde sie zur Kanzlerin der Universität Swansea gewählt. Ihr Forschungsschwerpunkt lag auf der Struktur von Chromatin und dessen Rolle bei der Unterdrückung und Aktivierung von Genen.

## Leben und Werk
Thomas schloss ihr Studium 1964 mit einem erstklassigen Bachelor of Science in Chemie ab und wurde mit dem Ayling-Preis ausgezeichnet. 1967 promovierte sie in Chemie mit der Dissertation: Hydroxyl-carbonyl interaction in cyclic peptides and depsipeptides und erhielt den Hinkel-Preis. Anschließend nahm sie ein Beit Memorial Research Fellowship am MRC Laboratory of Molecular Biology in Cambridge an und wurde zwei Jahre später wissenschaftliche Mitarbeiterin der Biochemieabteilung der Universität Cambridge, wo sie an Chromatin und Chromatin-bindenden Proteinen forschte.
1991 wurde sie Professorin für Makromolekulare Biochemie und von 1993 bis 2003 war sie Vorsitzende/Direktorin des Cambridge Centre for Molecular Recognition.
Im Jahr 2007 wurde sie als erste Frau zum 38. Master des St. Catharine’s College in Cambridge gewählt und hatte dieses Amt zehn Jahre lang inne.
1986 wurde sie zur Fellow der Royal Society gewählt. Von 1990 bis 1992 gehörte sie dem Rat der Gesellschaft an und war von 2008 bis 2013 deren Biologische Sekretärin und Vizepräsidentin. Damit war sie die erste Frau, die diesen Titel trug. Sie war Präsidentin der Biochemical Society und Mitglied der Academy of Medical Sciences und der Learned Society of Wales sowie seit 1982 gewähltes Mitglied der European Molecular Biology Organisation und der Academia Europaea. Sie war zehn Jahre lang Treuhänderin des British Museum und wurde 2013 Treuhänderin der Wolfson Foundation. Thomas wurde 1987 Ehrenmitglied der Swansea University und 1998 der Cardiff University.

## Forschung
Ihre Entdeckung der Assoziation von Histonen führte direkt zur Formulierung des universellen Nukleosommodells für die Struktur von Chromatin durch Roger D. Kornberg. Sie war die erste, die das Histonoktamer isolierte und charakterisierte, das anschließend in Bildrekonstruktionsstudien zur Erstellung des ersten korrekten Nukleosommodells verwendet wurde. Sie leistete bedeutende Beiträge zum Verständnis der chromosomalen Proteine HMG1 und 2, denen eine allgemeine architektonische Rolle bei Rekombination, Reparatur und Transkription zugeschrieben wird. Da die Chromosomenstruktur für Prozesse wie Rekombination, Transkription, Mutation, Bruch und Reparatur von zentraler Bedeutung ist, ist diese Arbeit von grundlegender Bedeutung für die biomedizinische Wissenschaft.
Ihr zu Ehren wird der Jean Thomas PhD Award jährlich an Studierende aus dem In- und Ausland verliehen, die an der St. Catharine's University in den Geistes- oder Sozialwissenschaften promovieren.

## Auszeichnungen und Ehrungen (Auswahl)
- 1986: Fellow of the Royal Society
- 1992: Ehrendoktor der Naturwissenschaften der University of Wales
- 1993: Commander of the Order of the British Empire (CBE)
- 2002: Ehrendoktor der University of East Anglia
- 2005: Dame Commander of the Order of the British Empire[13]
- Fellow of the Royal Society of Biology
- 2010: Fellow of the Learned Society of Wales
- Fellow of the Academy of Medical Sciences
- 2016: Frances Hoggan Medal